# Concepció Montaner Coll
Concepción Montaner Coll (L'Eliana, València, 14 de gener de 1981), més coneguda com a Concha Montaner, és una atleta valenciana que competeix en la modalitat de salt de longitud. Ha estat subcampiona d'Europa en pista coberta en 2007 i set vegades campiona d'Espanya a l'aire lliure i nou en pista coberta, sent la vigent campiona de l'especialitat.
Ha participat en tres Jocs Olímpics en salt de longitud: en els Jocs Olímpics de Sydney 2000, en els de Pequín 2008 i en els de Londres 2012, no passant la ronda de qualificació.
El seu millor salt personal és 6,92 metres, aconseguit al juliol de 2005 a Madrid. L'any 2012, també aconsegueix alçar-se amb el títol de campiona d'Espanya de 100 metres llisos amb un temps d'11.99 segons.
En el campionat d'Espanya celebrat a Gijón, el 23 i 24 de juliol de 2016, aconseguí el segon lloc amb una marca de 6,20 metres.
L'octubre de 2015 la Generalitat Valenciana va concedir-li la Medalla al Mèrit Esportiu.
El 28 de setembre de 2018 va anunciar la seua retirada de l'atletisme.

## Palmarès
| Data | Competició                          | Lloc             | Resultat | Marca  |
| ---- | ----------------------------------- | ---------------- | -------- | ------ |
| 1999 | Campionats d'Europa juniors         | Riga             | 2º       | 6,39 m |
| 2000 | Campionat del món junior            | Santiago de Xile | 1r       | 6,47 m |
| 2001 | Campionat d'Europa U23 2001         | Amsterdam        | 2º       | 6,46 m |
| 2001 | Jocs Mediterranis                   | Radès            | 1r       | 6,48 m |
| 2002 | Campionat d'Europa en pista coberta | Viena            | 9è       | 6,38 m |
| 2002 | Campionat d'Europa                  | Múnic            | 4r       | 6,67 m |
| 2002 | Copa del món                        | Madrid           | 3r       | 6,68 m |
| 2003 | Campionat del món en pista coberta  | Birmingham       | 9è       | 6,34 m |
| 2003 | Campionat del món                   | París            | 12è      | 6,37 m |
| 2004 | Campionat del món en pista coberta  | Budapest         | 7è       | 6,46 m |
| 2004 | Campionat iberoamericà              | Huelva           | 3r       | 6,40 m |
| 2005 | Jocs Mediterranis                   | Almeria          | 3r       | 6,49 m |
| 2005 | Campionat del món                   | Hèlsinki         | 10è      | 6,32 m |
| 2006 | Campionat del món en pista coberta  | Moscou           | 3r       | 6,76 m |
| 2007 | Campionat d'Europa en pista coberta | Birmingham       | 2º       | 6,69 m |
| 2008 | Campionat del món en pista coberta  | València         | 5è       | 6,57 m |
| 2010 | Campionat iberoamericà              | San Fernando     | 1r       | 6,45 m |
| 2012 | Campionat d'Europa                  | Hèlsinki         | 11è      | 6,26 m |